# 한국통계진흥원
한국통계진흥원은 기존 통계자료에 대한 가공·분석 뿐만 아니라 통계조사 기획컨설팅, 통계품질관리, 통계교육 등의 업무를 수행하기 위해 설립된 재단법인이다. 서울특별시 강남구 선릉로 612(삼성동) 한일빌딩 6층에 위치하고 있다.

## 연혁
- 1963년  3월 20일 대한통계협회 창립총회
- 1963년  5월  6일 경제기획원 인가
- 2008년  3월 10일 한국통계진흥원으로 명칭 변경

## 주요 업무
- 통계학리 연구 및 장려, 연구발표회, 강연회, 강습회 개최
- 통계정보의 가공·분석·제공 등을 통한 자료 이용 촉진
- 각종 통계조사 지원 및 자료수집, 통계간행물 등 보급
- 통계인 상호간의 긴밀한 정보교환 및 친목도모 활동 등

## 조직

### 연구회

#### 사무국장
- 경영기획실
- 컨설팅사업부
- 조사부
- 통계서비스부
- 통계개발팀
- 발간부

## 같이 보기
- 통계청